# 埃斯卡内克拉布
埃斯卡内克拉布（法語：Escanecrabe）是法国上加龙省的一个市镇，属于圣戈当区（Saint-Gaudens）热斯河畔布洛尼县（Boulogne-sur-Gesse）。该市镇总面积16.07平方公里，2009年时的人口为239人。

## 人口
埃斯卡内克拉布人口变化图示